# 2004-es futsal-világbajnokság
A 2004-es futsal-világbajnokság az ötödik ilyen jellegű futsaltorna volt, melyet 2004. november 21. és december 5. között Tajvanon rendeztek meg. A világbajnoki címet Spanyolország szerezte meg.

## Helyszínek
A világbajnokság küzdelmeinek Tajvan két helyszíne adott otthont, Tajpej és Taoyuan megye.
|       | Tajvani Nemzeti Egyetem | Linkou Gimnázium |
| ----- | ----------------------- | ---------------- |
| Város | Tajpej                  | Taoyuan megye    |

## Részt vevő csapatok
Az alábbi csapatok kvalifikálták magukat a 2004-es futsal-világbajnokságra:
| Ázsiai zóna (AFC): - Ausztrália - Irán - Japán - Thaiföld Afrikai zóna (CAF): - Egyiptom Európai zóna (UEFA): - Csehország - Olaszország - Portugália - Spanyolország - Ukrajna | Észak és Közép-Amerika és a Karibi zóna (CONCACAF): - Kuba - Amerikai Egyesült Államok Dél-amerikai zóna (CONMEBOL): - Argentína - Brazília - Paraguay Rendező: - Tajvan (AFC) |  |

## Csoportkör

### Első csoportkör

#### A csoport
| Csapat        | Mérk | GY | D | V | RG | KG | GA  | P |
| ------------- | ---- | -- | - | - | -- | -- | --- | - |
| Spanyolország | 3    | 3  | 0 | 0 | 19 | 0  | +19 | 9 |
| Ukrajna       | 3    | 2  | 0 | 1 | 12 | 8  | +4  | 6 |
| Egyiptom      | 3    | 1  | 0 | 2 | 16 | 12 | +4  | 3 |
| Tajvan        | 3    | 0  | 0 | 3 | 2  | 29 | -27 | 0 |

| 2004. november 21. 16:00 |

| Tajvan | 0–12              | Egyiptom |
| ------ | ----------------- | --- |
|        | (0–6) Jegyzőkönyv | Sayed 7' 20' 39' El Komsad 8' 13' 35' Ibrahim 17' 23' Mohamed 19' Tai Lin Tseng 24' Mahmoud 32' Abdelhamid 34' |

| Tajvani Nemzeti Egyetem, Tajpej Nézőszám: 2 125 Játékvezető: Paixao Nolido (brazil) |

| 2004. november 21. 18:00 |

| Spanyolország        | 2–0               | Ukrajna |
| -------------------- | ----------------- | ------- |
| Marcelo 5' Andreu 9' | (2–0) Jegyzőkönyv |         |

| Tajvani Nemzeti Egyetem, Tajpej Nézőszám: 1 350 Játékvezető: Cumbo Massimo (olasz) |

| 2004. november 23. 18:00 |

| Tajvan | 0–10              | Spanyolország                                                                                       |
| ------ | ----------------- | --------------------------------------------------------------------------------------------------- |
|        | (0–3) Jegyzőkönyv | Cogorro 6' 32' Serrejón 13' Julio 17' Javi Rodriguez 22' 25' 30' Torras 24' Marcelo 37' Limones 39' |

| Tajvani Nemzeti Egyetem, Tajpej Nézőszám: 795 Játékvezető: Djiba Yaya (szenegáli) |

| 2004. november 23. 20:20 |

| Egyiptom                       | 4–5               | Ukrajna                                             |
| ------------------------------ | ----------------- | --------------------------------------------------- |
| El Komsan 4' 18' 38' Sayed 21' | (2–0) Jegyzőkönyv | Koridze 26' 39' Sayed 29' Kovalov 34' Manszurov 35' |

| Tajvani Nemzeti Egyetem, Tajpej Nézőszám: 412 Játékvezető: Van Helvoirt Victor (holland) |

| 2004. november 25. 18:00 |

| Ukrajna                                                       | 7–2               | Tajvan                                |
| ------------------------------------------------------------- | ----------------- | ------------------------------------- |
| Manszurov 7' 20' Koridze 10' 38' Szajtanov 14' 18' Brunko 37' | (5–1) Jegyzőkönyv | Chia Ho Chen 15' Chien Ying Chang 25' |

| Tajvani Nemzeti Egyetem, Tajpej Nézőszám: 1 850 Játékvezető: John Konstantinidis (amerikai) |

| 2004. november 25. 18:00 |

| Egyiptom | 0–7               | Spanyolország                                                  |
| -------- | ----------------- | -------------------------------------------------------------- |
|          | (0–5) Jegyzőkönyv | Marcelo 3' 21' Kike 5' Andreu 10' 28' Cogorro 13' Serrejón 16' |

| Linkou Gimnázium, Taoyuan megye Nézőszám: 350 Játékvezető: Török Károly (magyar) |

#### B csoport
| Csapat     | Mérk | GY | D | V | RG | KG | GA  | P |
| ---------- | ---- | -- | - | - | -- | -- | --- | - |
| Brazília   | 3    | 3  | 0 | 0 | 23 | 2  | +21 | 9 |
| Csehország | 3    | 2  | 0 | 1 | 8  | 5  | +3  | 6 |
| Thaiföld   | 3    | 1  | 0 | 2 | 5  | 13 | –8  | 3 |
| Ausztrália | 3    | 0  | 0 | 3 | 2  | 18 | -16 | 0 |

| 2004. november 22. 18:00 |

| Ausztrália | 0–10              | Brazília                                                                                |
| ---------- | ----------------- | --------------------------------------------------------------------------------------- |
|            | (0–4) Jegyzőkönyv | Falcao 8' 25' Schumacher 12' Vander 13' Simi 18' Indio 21' 30' Fininho 28' Neto 35' 39' |

| Tajvani Nemzeti Egyetem, Tajpej Nézőszám: 670 Játékvezető: Galan Pedro (spanyol) |

| 2004. november 22. 20:00 |

| Csehország              | 2–1               | Thaiföld  |
| ----------------------- | ----------------- | --------- |
| Kamenicky 34' Mares 35' | (0–1) Jegyzőkönyv | Innui 15' |

| Tajvani Nemzeti Egyetem, Tajpej Nézőszám: 740 Játékvezető: Valiente Nestor (paraguayi) |

| 2004. november 24. 18:00 |

| Ausztrália | 0–5               | Csehország                             |
| ---------- | ----------------- | -------------------------------------- |
|            | (0–1) Jegyzőkönyv | Havel 15' Mares 35' 37' 39' Dlouhy 36' |

| Tajvani Nemzeti Egyetem, Tajpej Nézőszám: 639 Játékvezető: John Konstantinidis (amerikai) |

| 2004. november 24. 20:00 |

| Brazília                                                               | 9–1               | Thaiföld             |
| ---------------------------------------------------------------------- | ----------------- | -------------------- |
| Schumacher 3' Falcao 16' 36' Tobias 24' Indio 26' 30' Simi 35' 37' 39' | (2–0) Jegyzőkönyv | Issarasuwipakorn 38' |

| Tajvani Nemzeti Egyetem, Tajpej Nézőszám: 810 Játékvezető: Török Károly (magyar) |

| 2004. november 26. 20:00 |

| Thaiföld                                | 3–2               | Ausztrália                |
| --------------------------------------- | ----------------- | ------------------------- |
| Munjarern 24' Khongkaew 33' Piemkum 37' | (0–0) Jegyzőkönyv | Vizzari 26' Singleton 40' |

| Tajvani Nemzeti Egyetem, Tajpej Nézőszám: 650 Játékvezető: Van Helvoirt Victor (holland) |

| 2004. november 26. 20:00 |

| Brazília                                 | 4–1               | Csehország |
| ---------------------------------------- | ----------------- | ---------- |
| Indio 15' Falcao 20' Neto 27' Vander 38' | (2–1) Jegyzőkönyv | Mares 3'   |

| Linkou Gimnázium, Taoyuan megye Nézőszám: 1 400 Játékvezető: Del Cid Carlos (guatemalai) |

#### C csoport
| Csapat                    | Mérk | GY | D | V | RG | KG | GA  | P |
| ------------------------- | ---- | -- | - | - | -- | -- | --- | - |
| Olaszország               | 3    | 3  | 0 | 0 | 15 | 5  | +10 | 9 |
| Amerikai Egyesült Államok | 3    | 1  | 1 | 1 | 7  | 8  | -1  | 4 |
| Paraguay                  | 3    | 1  | 0 | 2 | 8  | 11 | –3  | 3 |
| Japán                     | 3    | 0  | 1 | 2 | 5  | 11 | -6  | 0 |

| 2004. november 21. 20:00 |

| Olaszország                                             | 6–3               | Amerikai Egyesült Államok         |
| ------------------------------------------------------- | ----------------- | --------------------------------- |
| Foglia 13' 28' Bertoni 18' 39' Grana 27' Pellegrini 39' | (2–1) Jegyzőkönyv | Torres 11' Dusosky 26' Morris 30' |

| Linkou Gimnázium, Taoyuan megye Nézőszám: 500 Játékvezető: Del Cid Carlos (guatemalai) |

| 2004. november 21. 20:00 |

| Japán                      | 4–5               | Paraguay                                       |
| -------------------------- | ----------------- | ---------------------------------------------- |
| Kogure 8' 11' 34' Higa 17' | (3–2) Jegyzőkönyv | Villalba 12' 19' 37' Rotella 31' Velazquez 38' |

| Linkou Gimnázium, Taoyuan megye Nézőszám: 600 Játékvezető: Filppu Jyrki (finn) |

| 2004. november 23. 18:00 |

| Olaszország                                             | 5–0               | Japán |
| ------------------------------------------------------- | ----------------- | ----- |
| Zanetti 3' Vicentini 7' Montovaneli 31' 40' Fabiano 33' | (2–0) Jegyzőkönyv |       |

| Linkou Gimnázium, Taoyuan megye Nézőszám: 800 Játékvezető: Porritt Robert (ausztrál) |

| 2004. november 23. 20:00 |

| Amerikai Egyesült Államok          | 3–1               | Paraguay     |
| ---------------------------------- | ----------------- | ------------ |
| White 8' Tschantret 33' Torres 39' | (1–0) Jegyzőkönyv | Villalba 37' |

| Linkou Gimnázium, Taoyuan megye Nézőszám: 500 Játékvezető: Sciancalepore Juan Carlos (argentin) |

| 2004. november 25. 20:00 |

| Paraguay                   | 2–4               | Olaszország                            |
| -------------------------- | ----------------- | -------------------------------------- |
| Villalba 13' Chilavert 28' | (1–2) Jegyzőkönyv | Zanetti 17' 36' Bacaro 20' Morgado 31' |

| Linkou Gimnázium, Taoyuan megye Nézőszám: 550 Játékvezető: Farag Mohamed Ibrahim (egyiptomi) |

| 2004. november 25. 20:00 |

| Amerikai Egyesült Államok | 1–1               | Japán      |
| ------------------------- | ----------------- | ---------- |
| Guastaferro 14'           | (1–0) Jegyzőkönyv | Kogure 39' |

| Tajvani Nemzeti Egyetem, Tajpej Nézőszám: 2 150 Játékvezető: Moosavi Seyed (iráni) |

#### D csoport
| Csapat     | Mérk | GY | D | V | RG | KG | GA  | P |
| ---------- | ---- | -- | - | - | -- | -- | --- | - |
| Argentina  | 3    | 3  | 0 | 0 | 10 | 1  | +9  | 9 |
| Portugália | 3    | 2  | 0 | 1 | 9  | 1  | +8  | 6 |
| Irán       | 3    | 1  | 0 | 2 | 9  | 13 | –4  | 3 |
| Kuba       | 3    | 0  | 0 | 3 | 3  | 16 | -13 | 0 |

| 2004. november 22. 18:00 |

| Irán | 0–4               | Portugália |
| ---- | ----------------- | ---------- |
|      | (0–2) Jegyzőkönyv |            |

| Linkou Gimnázium, Taoyuan megye Nézőszám: 3 700 Játékvezető: Isokawa Kazuya (japán) |

| 2004. november 22. 20:00 |

| Kuba | 0–3               | Argentina |
| ---- | ----------------- | --------- |
|      | (0–0) Jegyzőkönyv |           |

| Linkou Gimnázium, Taoyuan megye Nézőszám: 1 200 Játékvezető: Farag Mohamed Ibrahim (egyiptomi) |

| 2004. november 24. 18:00 |

| Irán | 8–3               | Kuba |
| ---- | ----------------- | ---- |
|      | (4–0) Jegyzőkönyv |      |

| Linkou Gimnázium, Taoyuan megye Nézőszám: 250 Játékvezető: Galan Pedro (spanyol) |

| 2004. november 24. 20:00 |

| Portugália | 0–1               | Argentina |
| ---------- | ----------------- | --------- |
|            | (0–1) Jegyzőkönyv |           |

| Linkou Gimnázium, Taoyuan megye Nézőszám: 400 Játékvezető: Al Shatti Adel (kuvaiti) |

| 2004. november 26. 18:00 |

| Argentina | 6–1               | Irán |
| --------- | ----------------- | ---- |
|           | (1–1) Jegyzőkönyv |      |

| Linkou Gimnázium, Taoyuan megye Nézőszám: 700 Játékvezető: Filppu Jyrki (finn) |

| 2004. november 26. 18:00 |

| Portugália | 5–0               | Kuba |
| ---------- | ----------------- | ---- |
|            | (2–0) Jegyzőkönyv |      |

| Tajvani Nemzeti Egyetem, Tajpej Nézőszám: 532 Játékvezető: Paixao Nolido (brazil) |

### Második csoportkör

#### E csoport
| Csapat        | Mérk | GY | D | V | RG | KG | GA | P |
| ------------- | ---- | -- | - | - | -- | -- | -- | - |
| Olaszország   | 3    | 2  | 1 | 0 | 6  | 2  | +4 | 7 |
| Spanyolország | 3    | 2  | 0 | 1 | 7  | 4  | +3 | 6 |
| Portugália    | 3    | 1  | 1 | 1 | 9  | 7  | +2 | 4 |
| Csehország    | 3    | 0  | 0 | 3 | 4  | 13 | -9 | 0 |

| 2004. november 28. 16:00 |

| Spanyolország | 2–0               | Csehország |
| ------------- | ----------------- | ---------- |
|               | (0–0) Jegyzőkönyv |            |

| Linkou Gimnázium, Taoyuan megye Nézőszám: 350 Játékvezető: Moosavi Seyed (iráni) |

| 2004. november 28. 18:00 |

| Olaszország | 0–0               | Portugália |
| ----------- | ----------------- | ---------- |
|             | (0–0) Jegyzőkönyv |            |

| Linkou Gimnázium, Taoyuan megye Nézőszám: 425 Játékvezető: John Konstantinidis (amerikai) |

| 2004. november 29. 18:00 |

| Spanyolország | 2–3               | Olaszország |
| ------------- | ----------------- | ----------- |
|               | (1–3) Jegyzőkönyv |             |

| Linkou Gimnázium, Taoyuan megye Nézőszám: 500 Játékvezető: Sciancalepore Juan Carlos (argentin) |

| 2004. november 29. 20:00 |

| Csehország | 4–8               | Portugália |
| ---------- | ----------------- | ---------- |
|            | (3–3) Jegyzőkönyv |            |

| Linkou Gimnázium, Taoyuan megye Nézőszám: 425 Játékvezető: Van Helvoirt Victor (holland) |

| 2004. december 1. 20:00 |

| Spanyolország | 3–1               | Portugália |
| ------------- | ----------------- | ---------- |
|               | (2–1) Jegyzőkönyv |            |

| Linkou Gimnázium, Taoyuan megye Nézőszám: 1100 Játékvezető: Török Károly (magyar) |

| 2004. december 1. 20:00 |

| Csehország | 0–3               | Olaszország |
| ---------- | ----------------- | ----------- |
|            | (0–2) Jegyzőkönyv |             |

| Tajvani Nemzeti Egyetem, Tajpej Nézőszám: 1350 Játékvezető: Valiente Nestor (paraguayi) |

#### F csoport
| Csapat                    | Mérk | GY | D | V | RG | KG | GA  | P |
| ------------------------- | ---- | -- | - | - | -- | -- | --- | - |
| Brazília                  | 3    | 3  | 0 | 0 | 16 | 6  | +10 | 9 |
| Argentína                 | 3    | 1  | 1 | 1 | 3  | 3  | 0   | 4 |
| Ukrajna                   | 3    | 1  | 1 | 1 | 3  | 7  | -4  | 4 |
| Amerikai Egyesült Államok | 3    | 0  | 0 | 3 | 7  | 13 | -6  | 0 |

| 2004. november 28. 16:00 |

| Brazília | 6–0               | Ukrajna |
| -------- | ----------------- | ------- |
|          | (2–0) Jegyzőkönyv |         |

| Tajvani Nemzeti Egyetem, Tajpej Nézőszám: 2100 Játékvezető: Van Helvoirt Victor (holland) |

| 2004. november 28. 18:00 |

| Argentína | 2–1               | Amerikai Egyesült Államok |
| --------- | ----------------- | ------------------------- |
|           | (2–0) Jegyzőkönyv |                           |

| Tajvani Nemzeti Egyetem, Tajpej Nézőszám: 1900 Játékvezető: Porritt Robert (ausztrál) |

| 2004. november 29. 18:00 |

| Brazília | 2–1               | Argentína |
| -------- | ----------------- | --------- |
|          | (2–1) Jegyzőkönyv |           |

| Tajvani Nemzeti Egyetem, Tajpej Nézőszám: 1650 Játékvezető: Galan Pedro (spanyol) |

| 2004. november 29. 20:00 |

| Ukrajna | 3–1               | Amerikai Egyesült Államok |
| ------- | ----------------- | ------------------------- |
|         | (1–1) Jegyzőkönyv |                           |

| Tajvani Nemzeti Egyetem, Tajpej Nézőszám: 1200 Játékvezető: Török Károly (magyar) |

| 2004. december 1. 18:00 |

| Brazília | 8–5               | Amerikai Egyesült Államok |
| -------- | ----------------- | ------------------------- |
|          | (3–1) Jegyzőkönyv |                           |

| Tajvani Nemzeti Egyetem, Tajpej Nézőszám: 1600 Játékvezető: Cumbo Massimo (olasz) |

| 2004. december 1. 18:00 |

| Ukrajna | 0–0               | Argentína |
| ------- | ----------------- | --------- |
|         | (0–0) Jegyzőkönyv |           |

| Linkou Gimnázium, Taoyuan megye Nézőszám: 750 Játékvezető: Moosavi Seyed (iráni) |

## Egyenes kieséses szakasz

### Elődöntők
| 2004. december 3. 18:00 |

| Brazília      | 2–2 (h. u.)                     | Spanyolország |
| ------------- | ------------------------------- | ------------- |
|               | (2–2, 0 - 0, 0 - 0) Jegyzőkönyv |               |
| Büntetőpárbaj |                                 |               |
|               | 4 - 5                           |               |

| Tajvani Nemzeti Egyetem, Tajpej Nézőszám: 3400 Játékvezető: Valiente Nestor (paraguayi) |

| 2004. december 3. 20:30 |

| Olaszország | 7–4               | Argentína |
| ----------- | ----------------- | --------- |
|             | (3–0) Jegyzőkönyv |           |

| Tajvani Nemzeti Egyetem, Tajpej Nézőszám: 3500 Játékvezető: Farag Mohamed Ibrahim (egyiptomi) |

### A 3. helyért
| 2004. december 5. 14:00 |

| Brazília | 7–4               | Argentína |
| -------- | ----------------- | --------- |
|          | (6–1) Jegyzőkönyv |           |

| Tajvani Nemzeti Egyetem, Tajpej Nézőszám: 3500 Játékvezető: Galan Pedro (spanyol) |

### Döntő
| 2004. december 5. 16:00 |

| Spanyolország | 2–1               | Olaszország |
| ------------- | ----------------- | ----------- |
|               | (0–0) Jegyzőkönyv |             |

| Tajvani Nemzeti Egyetem, Tajpej Nézőszám: 3500 Játékvezető: Sciancalepore Juan Carlos (argentin) |

## Győztes
| A 2004-es futsal-világbajnokság győztese |
| ---------------------------------------- |
| SPANYOLORSZÁG 2. cím                     |